# 1831 في الجزائر
فيما يلي قوائم الأحداث التي وقعت خلال عام 1831 في الجزائر

## وفيات
- فاطمة نسومر إحدى أبرز المعارضات للإحتلال الفرنسي.[1]

## الحكم
- الإحتلال الفرنسي

## الأحداث
- معركة الحراش (1831)[2]